# Jo Gartner
Josef "Jo" Gartner, född 24 januari 1954 i Wien,  död 1 juni 1986 i Le Mans i Frankrike, var en österrikisk racerförare.

## Racingkarriär
Gartner började med racing i SuperVee 1977 och slutade trea i den europeiska serien i klassen året efter. Han tävlade i det europeiska F3-mästerskapet 1979 och i formel 2 i en March 782 och i Procar Racing 1980. Gartner köpte en Toleman F2-bil av 1981 års modell och körde med den för Arturo Merzarios F2-stall 1982.
1983 köpte han en Spirit F2-bil och fortsatte som privat förare och fick segern på Pau efter att ettan Alain Ferté diskvalificerats på grund av för lätt bil efter att ha tappat nospartiet i en olycka.
Gartner tävlade i formel 1 säsongen 1984 för Osella. Han debuterade i San Marino. Gartner körde som bäst i mål som femma i Italien men han fick inga poäng eftersom han var andraförare i ett stall som officiellt bara startade med en bil.
Året efter började han tävla i sportvagnsracing och körde i Le Mans 24-timmars och året därpå i American Le Mans Series och World Sportscar Championship.
1986 vann Gartner Sebring 12-timmars tillsammans med Bob Akin och Hans Stuck. I Le Mans 24-timmars samma år körde han under natten av banan på Mulsannerakan med sin Porsche 962 och omkom.

## F1-karriär
| Säsong | Stall/Tillverkare | Poäng | Placering |
| ------ | ----------------- | ----- | --------- |
| 1984   | Osella-Alfa Romeo | 0     | 21        |